# Puits du presbytère de Lambres
Le puits du presbytère de Lambres (ou de l'Ambre) est un ancien puits situé dans le quartier de L'Ambre, sur la commune de Tournus.

## Histoire
Construit au XVIe siècle, le puits est inscrit à l’inventaire supplémentaire des monuments historiques en 1935.
En 2017, le puits est complètement envahi par la végétation.